# Christi Shake

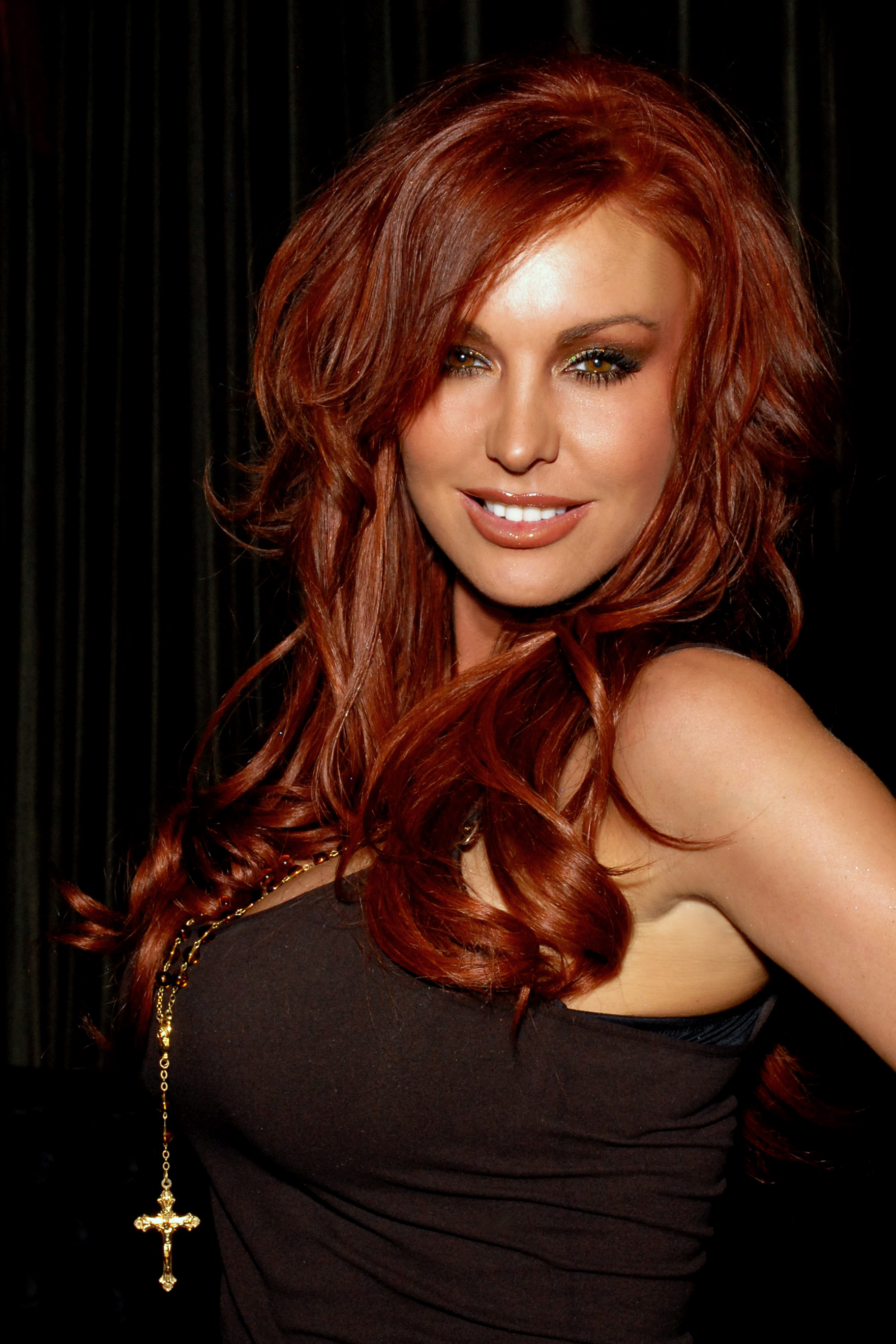
Christi Shake in Hollywood (2009)

Christi Shake (* 22. August 1980 in Baltimore, Maryland) ist ein US-amerikanisches Model und Schauspielerin. Shake wurde zum Playboy-Playmate des Monats Mai 2002 gewählt und hat Vorfahren tschechischer, deutscher, polnischer, schwedischer und niederländischer Herkunft.

## Karriere
Shake spielte seit ihrem Erfolg als Miss May 2002 in einigen Playboy-Videos mit.
Shake hatte einen Auftritt in der VH1 Show My Antonio und 2009 in der Doku-Soap The Girls of the Playboy Mansion.

## Filmografie
- 2003: Hip Hop & Rock
- 2006: Howard Stern Show
- 2006: Bikini Destinations
- 2009: My Antonio
- 2009: The Girls of the Playboy Mansion